# Провінція Еттю
Провінція Еттю (яп. 越中国 — еттю но куні, «країна Еттю») — історична провінція Японії у регіоні Тюбу у центрі острова Хонсю. Відповідає сучасній префектурі Тояма.

## Короткі відомості
Віддавна Еттю була складовою держави Косі но куні (越国), яка у 7 столітті була поділена яматоськими монархами на три адміністративні одиниці — Етіґо (越後, «заднє Косі»), Еттю (越中, «середнє Косі») і Етідзен (越前, «переднє Косі»)
З 7 століття адміністративний центр провінції Еттю знаходився у сучасному місті Такаока.
До 15 століття в Еттю панував рід Хосокава. Однак у період Сенгоку провінція знаходилась під конролем родів Хатакеяма і Уесуґі, які були володарями сусідніх земель Каґа та Етіґо. З 17 по 19 століття у провінції Еттю хазяйнували родичі сьоґунів — рід Мацудайра.
У результаті адміністративної реформи 1871 року провінція Еттю була перетворена на префектуру Тояма.

## Повіти
- Імідзу 射水郡
- Неі 婦負郡
- Ніїкава 新川郡
- Тонамі 礪波郡